# Liste der Stolpersteine in Kirchhundem
In der Liste der Stolpersteine in Kirchhundem werden die vorhandenen Gedenksteine aufgeführt, die im Rahmen des Projektes Stolpersteine des Künstlers Gunter Demnig in Kirchhundem bisher verlegt worden sind.
| Adresse                                | Name                 | Inschrift | Verlegedatum  | Bild | Anmerkung |
| -------------------------------------- | -------------------- | --- | ------------- | ---- | --------- |
| Heinsberger Straße · neuer Dorfplatz · | Peter Bankstahl      | In Albaum wohnte Peter Bankstahl Jg. 1910 eingewiesen 1944 Heilanstalt Warstein ‘verlegt’ 1944 Heilanstalt Marsberg tot 24.12.1944                 | 17. Sep. 2011 |      |           |
| Heinsberger Straße · neuer Dorfplatz · | Johann Joseph Poggel | In Albaum wohnte Johann Joseph Poggel Jg. 1897 eingewiesen 1927 Heilanstalt Warstein 'verlegt’ 1941 Hadamar ermordet 24.08.1941 Aktion T4          | 17. Sep. 2011 |      |           |
| Heinsberger Straße · neuer Dorfplatz · | Elisabeth Tigges     | In Albaum wohnte Elisabeth Tigges Jg. 1895 eingewiesen 1907 Heilanstalt Marsberg 'verlegt’ 1941 Hadamar ermordet 30.07.1941 Aktion T4              | 17. Sep. 2011 |      |           |
| Hundemstraße 35 · Rathaus ·            | Carl Lindemann       | Zum Braucke 8 wohnte Carl Lindemann Jg. 1917 denunziert verhaftet 1943 ‘Wehrkraftzersetzung’ Zuchthaus Alt-Moabit ermordet 1944 Brandenburg-Görden | 11. Dez. 2015 |      |           |